# 山岸ルツ子
山岸ルツ子（やまぎし るつこ、1974年2月20日 - ）は日本のクラシック音楽のピアニスト。

## 略歴
カナダ・ブリティッシュコロンビア州　バンクーバー出生。1974年生まれ。聖書のルツ記に因んで名づけられた。ピアノ教師であった母の手ほどきで3歳よりピアノを始める。3歳半で日本に帰国後、6歳半まで神奈川県横浜市で育つ。
小学校1年の途中から父の転勤に伴いフィリピン・マニラ市に居住、5年生までマニラ日本人学校に通う。ピアノは元スペイン総督の長女でピアニストのステラ・ゴールデンバーグ・ブリモ(Stella Goldenberg Brimo)に師事した。9歳の時に彼女の推薦により若手登竜門として名高いマニラ市パコパーク野外劇場においてコンサートが開催され、9曲のソロ演奏とハイドンのピアノ協奏曲を演奏した。その模様はフィリピンの教育テレビにて全国放映された。
5年生の時に帰国し、桐朋学園大学附属子供のための音楽教室を経て、桐朋女子高等学校音楽科を卒業後、桐朋学園大学音楽学学部演奏学科ピアノ科に入学。高等学校から大学まで松岡貞子に師事。大学1年終了後、カナダ・バンクーバーに留学、ロシア・レニングラード音楽院出身のピアニスト ユージン・スコボロドゥニコフに師事した。
1997年より2005年までイタリア・フィレンツェにて巨匠ラザール・ベルマンとその妻で元モスクワ音楽院附属中央音楽学校の教師ヴァレンティナ・ベルマンの下で研鑽を重ねた。
1996年-97年にオランダのホーランド・ミュージック・セッションに書類及び録音審査で合格し参加、ラザール・ベルマンのマスタークラスに入り、クラスで1人だけ選ばれる推薦演奏会に出演。1998年にドイツ・リューベックで開催されたシュレースヴィヒ＝ホルシュタイン音楽祭に参加、再びラザール・ベルマンの推薦によりコンサートに出演し、フレンズブルグ新聞(Flensburg Journal)をはじめドイツの新聞各紙上で絶賛された。
1999年東京・カザルスホール・デビューリサイタル開催。同年イタリア・フィレンツェにてEuropa Musicaによる Budini Gattai 宮殿にてデビュー・リサイタルが開催された。
1998-2004まで毎夏リトアニア、カウナスにてコンサートに出演。パヴェル・ベルマン指揮カウナス管弦楽団とモーツァルトのピアノ協奏曲を共演。
同時期にエストニア、ダヴィッド・オイストラフ音楽祭に招聘されソロリサイタルが開催された。
2003年よりカワイコンサート(河合楽器製作所)に出演、2018年千葉市文化センターアートホールでは24回目の出演となるカワイコンサート・山岸ルツ子ピアノリサイタルを迎えた。
2013年より住友生命全国縦断チャリティコンサートに出演、7回目の出演となった2019年の三重県総合文化センター大ホールでの公演ではリサイタルの模様が伊勢新聞に掲載された。
2021年1月に愛媛ひめぎんホールでのコンサートが予定されていたが、新型コロナウイルスの感染拡大の影響で中止となった。
。2010年には東京大学アタカマ天文台開設記念に伴いチリ・サンティアゴ市にてソロ・リサイタルを行い、20カ国の大使をはじめ満場の聴衆のスタンディングオベーションを受け南米初公演を大成功裡に収めたことから再び招聘を受け、2011年、2夜にわたりソロリサイタルとアンドレス・ベジョ管弦楽団との共演、2012年3夜連続ソロリサイタルを開催するなど3年連続訪智公演を行う。
また、2012年及び2013年には、生まれ故郷カナダ・バンクーバーにて開催されたチャリティコンサートにてスタンディングオベーションで迎えられるなど、北米・南米における聴衆の熱狂的な支持を得て広く演奏活動の場を広げている。
2015年カリフォルニア大学サンディエゴ校にてソロリサイタル。
2016年ハンガリー・ブダペストのリスト音楽院ホールに於けるソロリサイタル。
2019年ニューヨーク・カーネギーホールに出演。
学術と芸術の融合文化の振興活動
2007年11月国立天文台講堂でのピアノリサイタル以来、学術研究機関において「学問と芸術の融合文化の振興」活動を開始し、2008年3月一橋大学佐野書院、同年9月慶應義塾創立150年記念藤原洋記念ホール開設記念こけら落としコンサート、2010年東京大学チリ・アタカマ天文台開設記念式典ピアノコンサート、2012年3月トッパンホールに於ける日本数学会賞記念リサイタル、7月大学共同利用法人高エネルギー加速器研究機構小林ホールでのソロリサイタル、2013年7月豊橋技術科学大学出版記念シンポジウム・コンサート、2013ー2014年先端科学技術国際会議ピアノソロリサイタル、東京大学「音楽と数学の夕べ」ピアノリサイタル、2015年米カリフォルニア大学サンディエゴ校 (UCSD) "An Evening of Art and Science"ピアノリサイタル等、国内外の数々の学術研究機関に招聘されている。
2020年には、本物の学術と芸術を人々の生活の身近なところに、という想いから音楽×プロジェクトを立ち上げる。第一弾は代官山蔦屋書店による代官山音楽大学講座Vol.1音楽×数学が開催された。
当初はショップイベントとして開催される予定だったが、新型コロナウイルスの感染拡大の影響を受けてオンラインでのライヴ配信となった。
後進の育成活動
これまでに、チリ国立大学音楽学部ピアノ科におけるピアノマスタークラス、カワイ音研会講座等での指導他、カワイ音楽コンクール、カワイこどもコンクール、金沢芸術創造財団フレッシュコンサート・オーディション、福井県新人演奏会オーディション、ピティナ・ピアノコンペティション等の審査を務めている。一般社団法人全日本ピアノ指導者協会審査員、正会員。

## 人物・音楽
ソリストとしての活動が主体である。
極端な夜型、集団学習の苦手意識から、大学中退以後の留学先では、師匠の推薦状によりビザを取得、プライベートレッスンで研鑽を重ねた。
師匠でありモスクワ音楽院出身のラザール・ベルマンは、同音楽院在学中、名教師として名高いアレクサンドル・ゴリデンヴェイゼルに師事。そのゴリデンヴェイゼルは同音楽院在学時に級友であるセルゲイ・ラフマニノフとともにアレクザンドル・ジロティ教授に師事。ジロティは年の離れた従兄弟・ラフマニノフにモスクワ音楽院への入学を勧めた人であり、また、フランツ・リスト晩年の高弟として最も有名な２０世紀初頭のロシア音楽界の重鎮であった。つまり、ラザール・ベルマンはリスト、ラフマニノフの音楽の正統な流れを汲むピアニストであり、そのベルマン最晩年の弟子である山岸ルツ子はフランツ・リスト最後の直系であると言える。

## 受賞歴
- 1995年 - ローマ国際ピアノコンクール（イタリア語版） 第3位 (イタリア)
- 1997年 - キワニス ミュージック フェスティバル（英語版） ピアノ独奏部門 第1位(カナダ)
- 1997年 - キワニス ミュージック フェスティバル（英語版） ピアノ協奏曲部門　第1位(カナダ)
- 1997年 - ブリティッシュコロンビア パフォーミング アーツ フェスティバル  第1位(カナダ)

## ディスコグラフィー
- モーツァルト&ショパン「葬送」他　|カザルスホール・ライヴ [初回限定盤] 2001
- シューベルト/リスト、リスト、ドビュッシー、ストラヴィンスキー | トッパンホール・ライヴ [初回限定盤] 2002
- ベートーベン「月光」、ドビュッシー「月の光」、シューベルト「魔王」、リスト「ラ・カンパネラ」他 | きららホール・ライヴ [BLCD-0579] 2003
- 「円環の渇き」ショパン、チャイコフスキー、ストラヴィンスキー | みなとみらい ホール・ライヴ [BLCD-0687] 2004
- ロミオ＆ジュリエット〜　バッハ/ブゾーニ、リスト、プロコフィエフ 、クライスラー/ラフマニノフ | 白寿ホール・ライヴ [BLCD-0781] 2005
- 〜別れ、そして出逢い〜ショパン、リスト、ラフマニノフ 、プーランク | 白寿ホール・ライヴ [BLCD-0988] 2007
- 〜フランツ・リスト生誕200年記念〜オール・リスト・プログラム | 浜離宮朝日ホール・ライヴ [BLCD-1311] 2011
- TATUYA ISHII Symphony Dreams 羽音　(2003年12月16日ザ・シンフォニーホール・石井竜也”羽音”コンサートツアーライヴ収録) DVD【SRBL1322】Sony Music Records Inc.

## メディア
ラジオ出演
- NHK-FM FMリサイタル
- NHK- FM 名曲リサイタル